# CONIFA 월드 풋볼컵
CONIFA 월드컵(CONIFA World Football Cup)은 국제축구연맹에 가입하지 않은 주, 소수 민족, 무국적자 및 지역의 총체적 협회인 독립 축구 협회 연맹이 주최하는 국제 축구 대회로 2014년부터 2년마다 개최되고 있다. 이 대회는 2006년부터 2012년까지 개최된 VIVA 월드컵의 후속 대회이다

## 같이 보기
- VIVA 월드컵